# 필립 M. 브리들러브

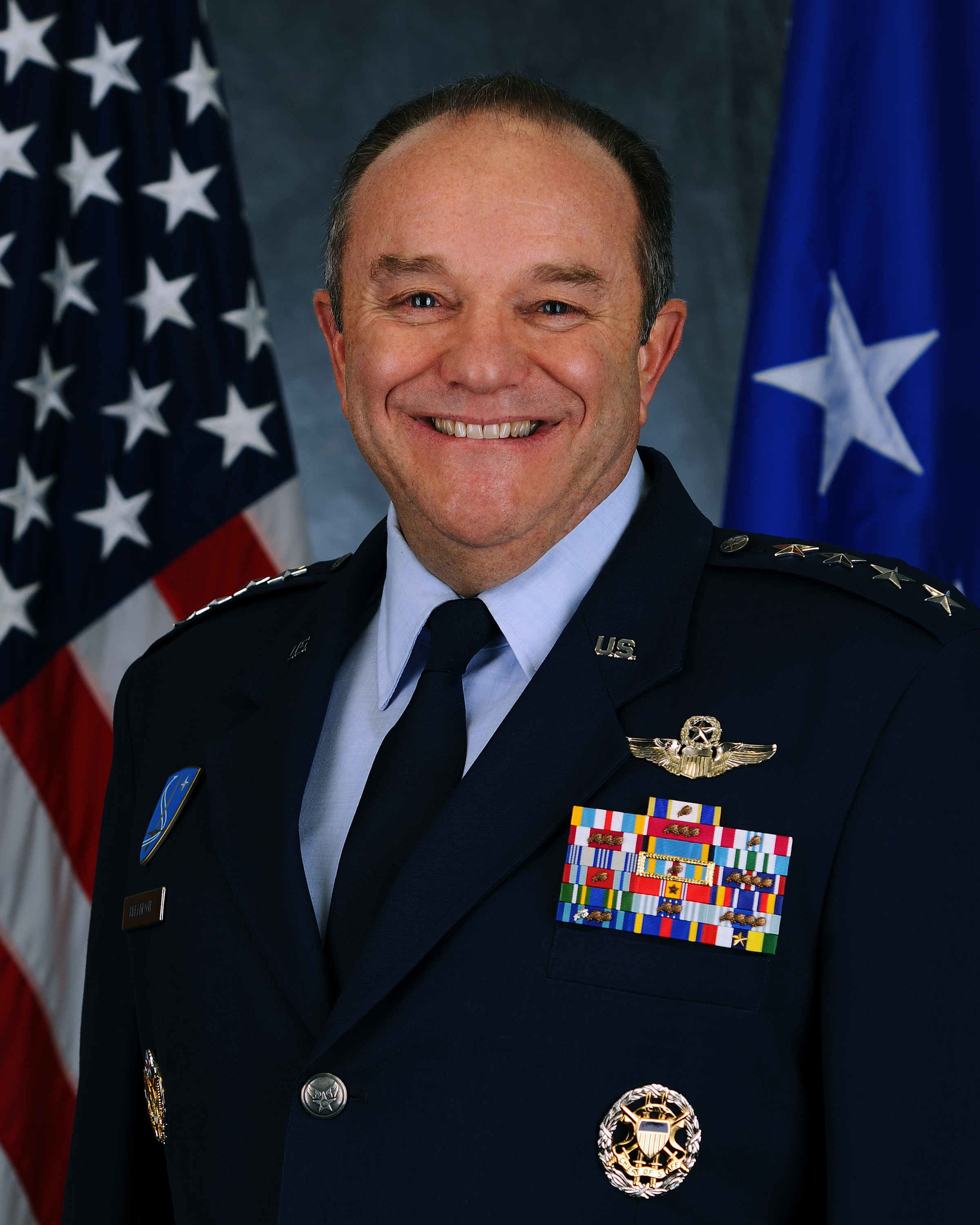
필립 M. 브리들러브

필립 마크 브리들러브(Philip Mark Breedlove, 1955년 9월 21일 ~ )는 유럽 미국 공군의 사령관이자 아프리카 미국 공군의 사령관으로 복무하고 있는 미국 공군의 4성 장군이다. 그는 2011년 1월 14일부터 2012년 7월 27일까지 미국 공군 참모차장으로 근무하였다. 2013년 3월 28일 NATO의 유럽 연합군 최고 사령부 사령관으로 임명되었다.